# Alliance nationale (Pakistan)
Ne doit pas être confondu avec Alliance nationale pakistanaise.
Pour les articles homonymes, voir Alliance nationale.
L'Alliance nationale ou Grande alliance nationale (en anglais : National Alliance, NA) est une alliance politique pakistanaise fondée par divers partis politiques pour les élections législatives de 2002. 
Elle regroupe le parti Millat de l'ancien président Farooq Leghari, l'Alliance démocratique du Sind, le Front national du Sind, une scission du Parti national Awami et surtout le Parti national du peuple. Ces partis surtout influents dans le Sind établissent une alliance pré-électorale avec la Ligue musulmane du Pakistan (Q), soutenue par le pouvoir militaire, dans le but d'effectuer des ajustements dans les circonscriptions avec candidat unique soutenu par la Ligue. 
Le 10 octobre 2002, la coalition réalise près de 4,8 % des voix et obtient 16 députés fédéraux, surtout dans le Sind et le sud du Pendjab. Elle rejoint ensuite la coalition gouvernementale et en 2004, elle fusionne avec la Ligue.